# Púding de Nadal
Un púding de Nadal (en anglès Christmas pudding) és una darreria que es fa servir tradicionalment com a part del sopar de Nadal a Gran Bretanya, Irlanda i en altres països on ha estat portat per immigrants britànics i irlandesos. Té els seus orígens a l'Anglaterra medieval i, de vegades, es coneix com pudding de prunes o simplement "pud", encara que també pot referir-se a altres tipus de púding bullit que inclouen fruits secs. Malgrat el nom de "pudding de prunes", el pudding no conté prunes reals a causa de l'ús pre-victorià de la paraula "prunes" com a terme per a les panses. El púding ha estat molt mitificat, incloent la idea errònia que tradicionalment està compost per tretze ingredients, que simbolitzen Jesús i els Dotze Apòstols, o que va ser inventat per Jordi I de Gran Bretanya. Les primeres receptes inclouen poc més que suc, fruita seca, pa ratllat, farina, ous i espècies, juntament amb líquids que poden ser llet o vi fortificat. Les receptes posteriors es van fer més elaborades.

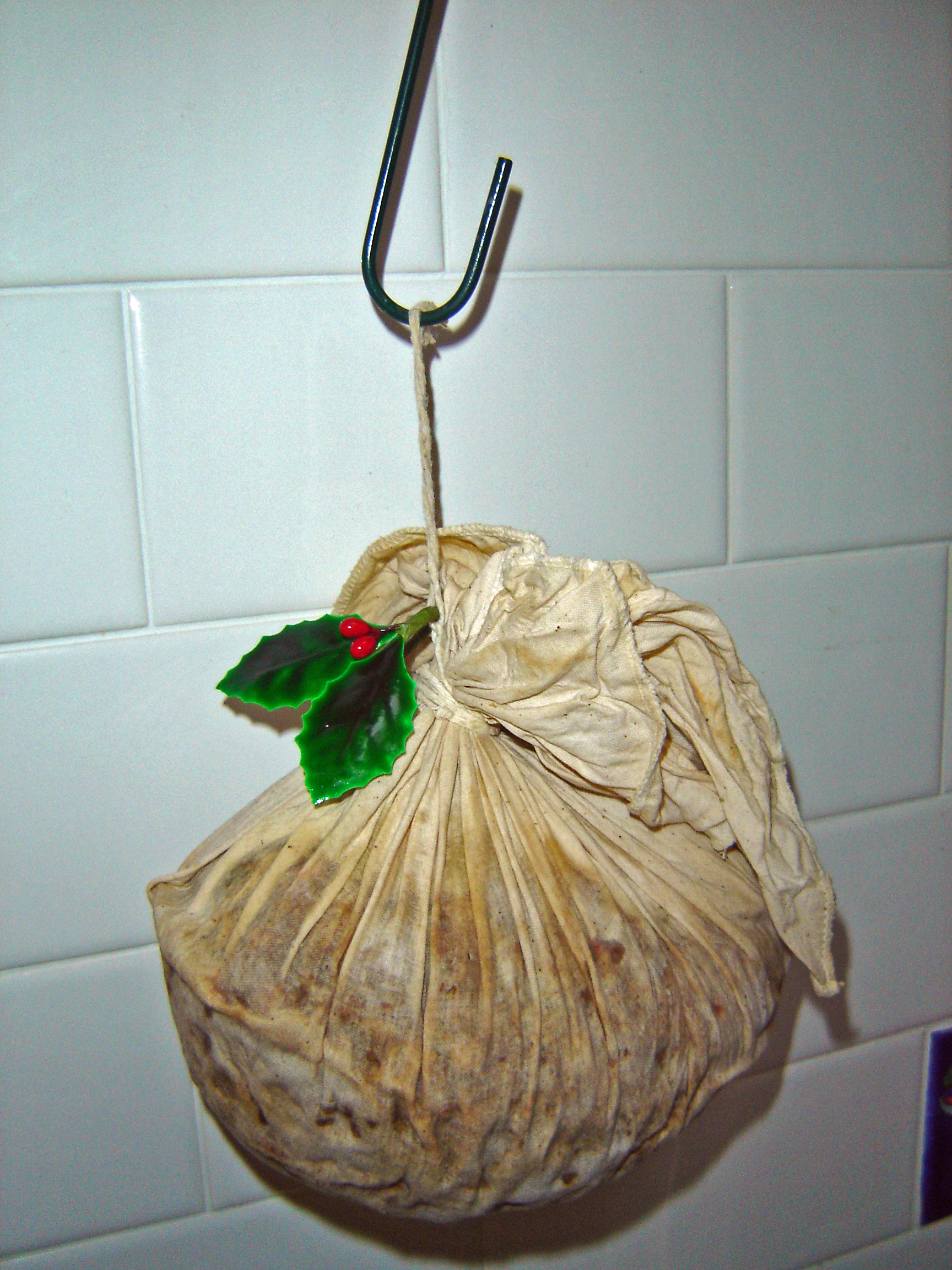
Els púdings de Nadal se solen assecar penjats d'un ganxo durant setmanes abans de servir-los per millorar el sabor. Aquest púding s'ha preparat amb un drap tradicional en lloc d'un motlle.

## Característiques
Moltes famílies tenen la seva pròpia recepta per a elaborar el púding per Nadal; per regla general els més orgullosos són els que tenen receptes passades de generació en generació. Sobretot la recepta reuneix el que tradicionalment s'entén com a ingredients cars o de luxe, en particular els dolços i espècies que són tan importants en el desenvolupament de deliciós d'aroma clarament distintiva.
El 'Christmas pudding' és un púding elaborat amb altres ingredients i servit per Nadal, amb una quantitat abundant de fruita dessecada i fruita seca, que tradicionalment s'elaborava amb greixos de bou, sol tenir una aparença fosca - en efecte negra - com a resultat dels processos existents amb els sucres i altres melasses, i al seu llarg període de cocció (reacció de Maillard). La mescla pot ser remullada en sucs de fruites de vegades agrum (llimona, taronja, etc), brandi i altres alcohols (algunes receptes parlen de cervesa negra tals com mild, stout o fins i tot porter). Al Perú algunes famílies empren pisco en el seu lloc. Tradicionalment els 'Christmas pudding' s'han elaborat penjats en draps (drap de púding) durant algun temps, tan sols durant el segle XX s'ha començat a fer servir un rentamans per a realitzar aquesta operació.
Els preparatius de la seva elaboració es feien abans de Nadal i podien durar diverses hores (el període pot ser abreujat mitjançant l'ús d'una olla de pressió). Quan se serveix el púding es reescalfa una vegada més, i se sol amanir amb brandi calent.